# Cyptonychia varrara
Cyptonychia varrara är en fjärilsart som beskrevs av Dyar 1918. Cyptonychia varrara ingår i släktet Cyptonychia och familjen nattflyn. Inga underarter finns listade i Catalogue of Life.